# Saint-Pierre-d'Allevard
Pour les articles homonymes, voir Saint-Pierre.
Saint-Pierre-d'Allevard est le nom d'une ancienne commune française située dans le département de l'Isère en région Auvergne-Rhône-Alpes. Depuis le 1er janvier 2016 et jusqu'aux élections municipales de 2020 elle avait le statut de commune déléguée de la commune nouvelle de Crêts en Belledonne.
Bâti autour d'un prieuré clunisien datant du XIe siècle, c'est un bourg de moyenne montagne au riche passé minier (mines de fer) et industriel (sidérurgie, aciers spéciaux). Les bouleversements économiques du XXe siècle ont vu fermer la mine puis se réduire la production industrielle, transformant le paysage et les habitudes. Depuis le 1er janvier 2009, Saint-Pierre-d'Allevard est membre de la communauté de communes du Pays du Grésivaudan. 
Dans le cadre de la loi no 2015-292 du 16 mars 2015 relative à l'amélioration du régime de la commune nouvelle, Saint-Pierre-d'Allevard et la commune limitrophe de Morêtel-de-Mailles ont décidé de fusionner à partir du 1er janvier 2016 sous le nom de Crêts en Belledonne. L'arrêté préfectoral a été signé le 27 octobre 2015.

## Géographie

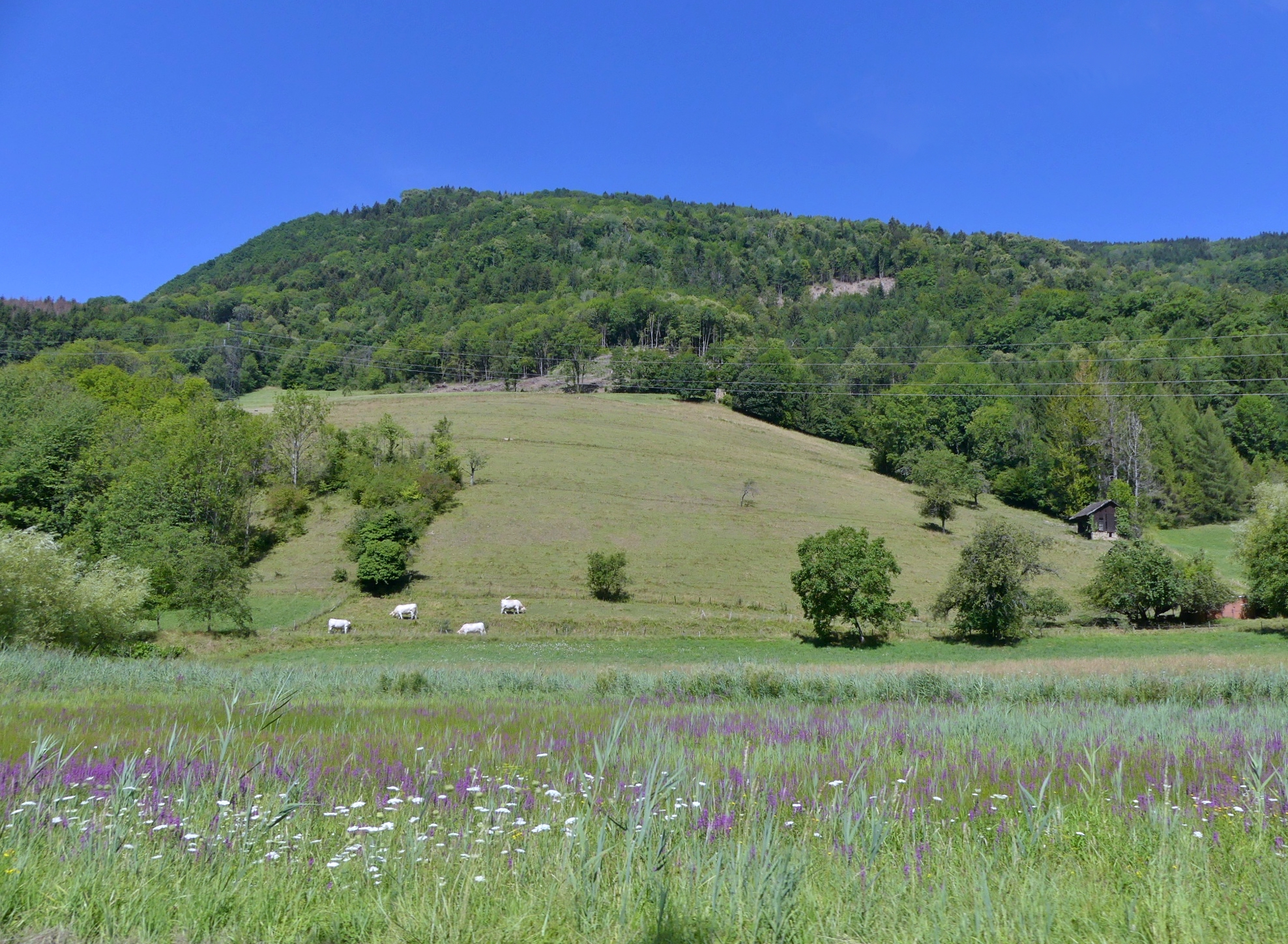
Brame-Farine à Saint-Pierre-d'Allevard.

La commune historique de Saint-Pierre est située dans la partie septentrionale de la chaîne de Belledonne qui est reliée au massif des Bauges par la combe de Savoie. Elle fait partie du « Pays d'Allevard » et de la série de bourgades construites sur les replats des « Balcons de Belledonne », entre Allevard au nord et Uriage au sud. Elle s'étend dans la vallée d'Allevard, une vallée glaciaire entre la montagne de Brame-Farine (1 192 m), au nord-ouest (qui la sépare de la vallée du Grésivaudan), les Cinq Crêts, au sud-sud-ouest, et l'épaulement (qui culmine à 1 726 m avec le Crêt du Poulet) qui la sépare à l'est de la vallée du Haut Bréda. Largement ouvert vers le nord, du côté d'Allevard, ce « plateau », qui est la partie sud d'un synclinal parallèle à la vallée du Grésivaudan, communique avec elle par les gorges du Fay au sud-ouest et avec les autres communes du Balcon de Belledonne par le col du Barioz (1 041 m). Le bourg ancien s'est construit sur l'adret, au pied de Brame-Farine, pour profiter au maximum de l'ensoleillement, raccourci en hiver par Les Cinq Crêts (de 1 285 à 1 150 m).
Une des particularités de la commune est son amplitude d'altitude : le bourg s'étale, du sud au nord entre 490 et 543 m, alors que le hameau le plus élevé, sur la route du col du Barioz, se trouve à environ 880 m d'altitude. Le point le plus bas de la commune, au lieu-dit le Champ du Pont est à 430 m, et le plus haut est le Crêt du Poulet, à 1 726 m. Les pentes assez raides transformant par temps d'orage ou de pluies persistantes les ruisseaux parfois intermittents en torrents dévastateurs ont amené la commune à surveiller leurs rives. Le fond marécageux a servi à établir au nord le lac du Flumet (bassin EDF de 4,7 Mm3) et subsiste au sud-est dans une zone classée « espace naturel sensible » : le marais de Sailles.

### Lieux-dits et écarts
De nombreux lieux-dits et hameaux s'étagent sur les pentes, essentiellement à l'est et au sud, en montant vers le col du Barioz, là où les sources ont permis très tôt une implantation fixe, alors que sur les pentes sèches, calcaires et plus raides de Brame-Farine l'implantation a toujours été plus réduite.

#### Lieux-dits

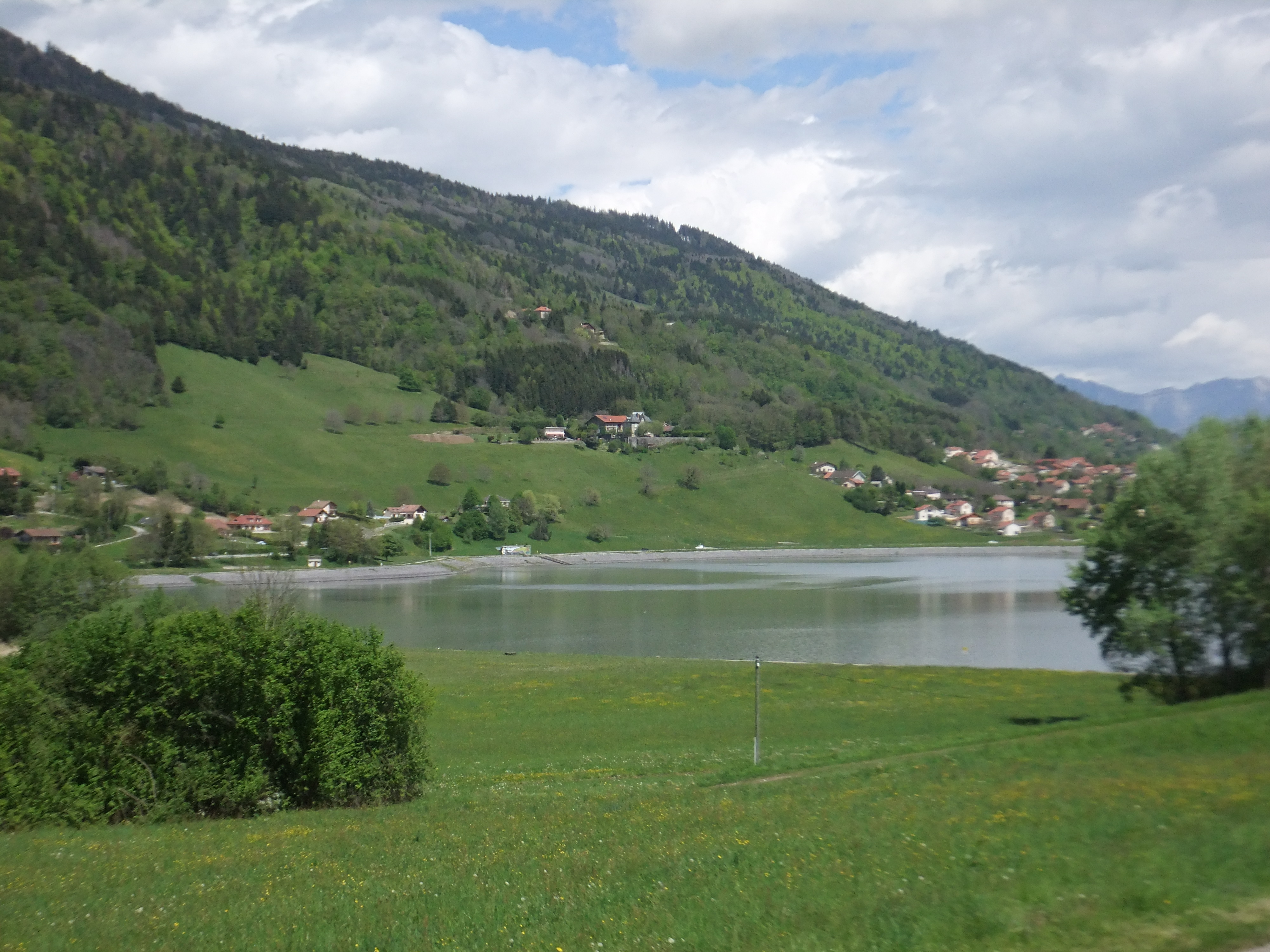
Les hameaux du Chaboud et des Maladières, surplombant le bassin du Flumet.

- Sur les flancs de Brame-Farine, du nord au sud :
  - les Maladières, site probable de la maladrerie[Note 1]. Les ruines de sa chapelle consacrée à sainte Marie-Madeleine ont été noyées par la mise en eau du lac du Flumet.
  - Le Chaboud, où une maison bourgeoise a été érigée à la fin du XIXe siècle sur l'ancien site d'une maison forte, celle de la famille Genton, dont les biens nobles allodiaux étaient passés en 1705 aux Dutrait des Hayes par mariage[6].
  - La Roche, lieu de l'ancienne maison forte des seigneurs de Saint-Pierre, attestée en 1339[7], où les ruines du « château de la Roche » étaient encore imposantes à la fin du XIXe siècle[8].
  - la Gentonne
  - la Ravoire

- - La Chapelle Saint-Christophe
  - la Tour
  - le Planchamp
- Côté sud-ouest, sur le flanc des Cinq Crêts :
  - La Ronzière
  - Combe-Michel
  - Gorge-Noire
  - le Mas
  - le Paquelet

#### Hameaux
Sur la Montagne de Saint-Pierre, en direction du col du Barioz
- Sailles, le plus vaste, en deux parties : Sailles-le-Haut (agricole et anciennement minier), et Sailles-le-Bas le long des rives du Salin (ancien moulin à huile, ancienne usine de ressorts pour véhicules automobiles).

- les Cotériaux
- le Carignon
- le Feyjoux
- Montgoutoux
- le Chagnier
- les Granges
- la Cassey
- le Voley
- le Béroud
- les Amicons
- le Barbas
- le Levet
- le Pachoud
- le Charpieux
- le Guillon
- le Rigard
- Montrenard

### Communes (et communes historiques) limitrophes
- Theys
- La Ferrière (> Le Haut-Bréda)
- Pinsot (> Le Haut-Bréda)
- Allevard
- Pontcharra
- Le Cheylas
- Morêtel-de-Mailles
- Goncelin

## Histoire
L'histoire ancienne de Saint-Pierre est encore à écrire. Situé dans une région boisée au minerai de fer riche en manganèse et facilement exploitable, le bourg, bâti autour d'un prieuré clunisien, participe à l'histoire industrielle du canton d'Allevard, initiée par les chartreux de Saint Hugon en 1170, à une époque où le Dauphiné et la Savoie se structurent en deux principautés antagonistes, et qui verra son âge d'or à la fin du XIXe siècle avec l'exploitation intensive de La Taillat par la société Schneider du Creusot et la fabrication d'aciers spéciaux et d'aimants en 1874.

### De la préhistoire au «transport» du Dauphiné

#### Jusqu'auXIesiècle

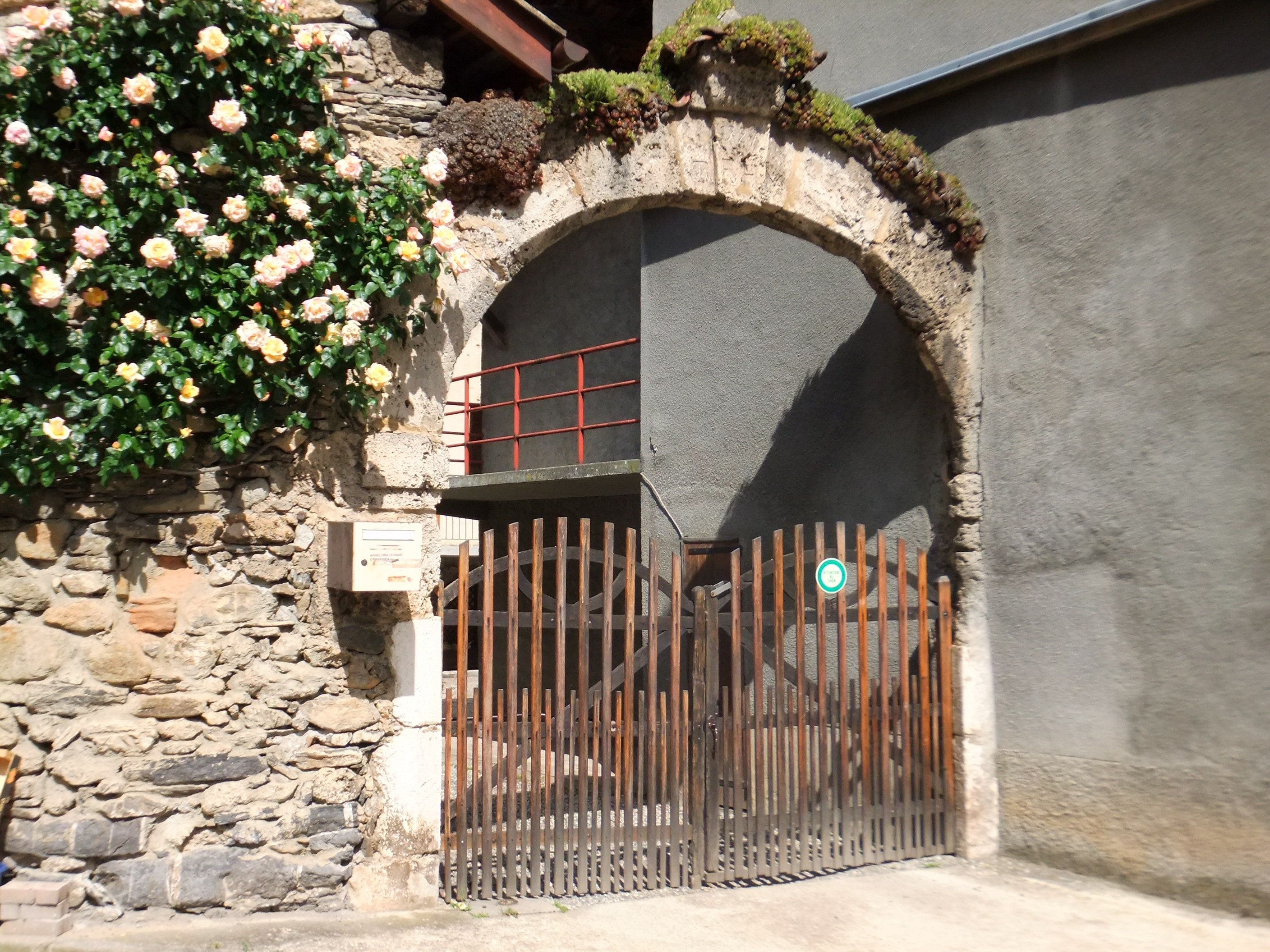
L'« Entrée du pape » garde le souvenir du séjour de Pascal II en 1107.

On sait peu de chose de la région avant le XIe siècle. Située en dehors des grands axes de communication, relativement difficile d'accès (par les gorges du Fay ou du Bréda, ou par les cols), elle n'a pas de traces d'occupation ancienne. Les filons de cuivre de Theys étaient exploités, en témoignent la hache à ailerons trouvée en 1896 près d'Allevard et le dépôt d'objets de bronze de Goncelin, découvert fortuitement en 1827 au sommet des Cinq Crêts, et si les Romains ont laissé des traces à La Rochette et à Goncelin, aucun vestige n'a été trouvé dans le pays d'Allevard, couvert de forêts avec une dépression marécageuse ou lacustre en son centre.
La période gallo-romaine et le haut Moyen Âge n'ont pas laissé plus de vestiges : occupée par les Burgondes, située par le traité de Verdun de 843, dans une Francie orientale rapidement divisée en royaumes plus ou moins éphémères mais dans le giron du Saint-Empire romain germanique, la région, pour résister aux invasions lombardes et aux raids sarrasins, se couvre de maisons fortes, demeures de petits seigneurs féodaux quasi indépendants sur les terres qu'ils protègent, comme les familles d'Arvillard, ou de Saint Pierre. Le prieuré de Saint-Pierre est fondé en 1082 par les bénédictins de Cluny sur des terrains donnés par les Aynard (de Domène) et les Arvillars sur l'adret de Brame-Farine (bramatium ferinarum), en pleine querelle des Investitures ; il est dirigé par un prieur et abrite quelques moines. Il est suffisamment important pour que le pape Pascal II, revenant de Châlons-sur-Marne, où il a tenté de négocier avec les représentants de l'Empereur, y fasse étape en août 1107 lors de son retour en Italie.

#### Lemandementd'Allevard
À partir du XIe siècle, Dauphiné et Savoie se structurent progressivement et, dès 1140, la vallée d'Allevard est l'enjeu de conflits frontaliers d'autant plus compliqués que des rivalités existent entre propriétaires laïcs, souvent des nobles savoyards (à part les seigneurs de Saint-Pierre et de La Roche, des Aynard du Dauphiné), et propriétaires ecclésiastiques (qui dépendent de l'évêque de Grenoble), et même entre religieux séculiers (les prêtres de paroisses) et religieux réguliers (les bénédictins de Saint-Pierre et les chartreux de Saint Hugon). Mais en mai 1263, le seigneur Guigues de La Rochette vend ses terres au dauphin Guigues VII et les cinq paroisses (Allevard, Saint-Pierre, La Chapelle-du-Bard, Pinsot et La Ferrière) deviennent dauphinoises et forment le mandement d'Allevard. Cependant la seigneurie de Saint-Pierre reste en dehors du domaine delphinal. Les conflits entre Savoie et Dauphiné sont sporadiques entre 1282 et 1354. En 1325, le bourg est incendié par les Savoyards, puis le conflit devient quasi permanent et la région régulièrement ravagée. Le Dauphiné ayant été cédé au roi de France en 1349, c'est ce dernier qui établit une paix définitive en 1355.
Durant les périodes de trêve, les dauphins avaient concédé deux chartes de franchises, en 1315 et 1337. Celles-ci accordent le statut d'hommes libres aux habitants du mandement et règlementent sa vie quotidienne. Des représentants de la population, les consuls et prud'hommes, qui deviennent les interlocuteurs privilégiés des officiers delphinaux, sont élus et acquièrent un certain pouvoir : perception de taxes, détermination des jours de foire, vente de bois, construction de moulins...
Quand Humbert II cède son domaine au royaume de France le 29 mars 1349 par le traité de Romans, est instauré le Statut delphinal, qui exempte les Dauphinois de nombreuses taxes et impôts.

#### La seigneurie de Saint-Pierre
L'enquête effectuée en 1339 à la demande du dauphin Humbert II signale l'existence d'une maison forte ou d'un château de « la Roche » sur la paroisse de Saint-Pierre : Castrum vocatum bastida de Ruppe » (un lieu fortifié appelé bastille de la Roche) décrit comme : situatum in dicta valle supra sanctum petrum in quodam molare quod molare vocatur molare de Ruppe (situé dans la-dite vallée au delà de Saint-Pierre sur un molard [une butte], lequel molard est appelé molard de la Roche) et Castrum Ruppis alavardi (Château de la Roche d'Allevard) décrit comme : quodam alto molare ruppeo valde deffensabili (un haut molard rocheux, facile à défendre),.
Le seigneur de Saint Pierre a droit de basse et moyenne justice, donc le droit d'« ériger des fourches et un pilori » (furcas et costellum erigendum).
En 1349, au moment du transport du Dauphiné à la France, 90 feux (dont 16 nobles) dépendaient de la juridiction de la seigneurie de Saint-Pierre. En 1412, faute d'héritier mâle, le fief devient la dot de la dernière du nom, Françoise de la Roche, qui épouse Hugues de Commiers, et prend le nom de la Roche-Commiers. En 1774, à l'extinction de la maison des Commiers ce sont les Barral qui en héritent et Jean-Baptiste François de Barral (déjà seigneur d'Allevard et président à mortier au parlement de Grenoble) obtient, par lettres patentes de mars 1755, que la seigneurie soit érigée en baronnie par lettres patentes de mars 1755 (voir Personnalités liées à la commune). En 1865 Adolphe Joanne cite « le château de Roche-Commiers » dans son Itinéraire général de la France. Les ruines étaient encore imposantes, mais deux incendies, dont le dernier, causé par la foudre, en 1963, les ont fait entièrement disparaître. Seule subsiste la clé de voûte de la porte d'entrée, en réemploi dans la ferme voisine, le nom du lieu-dit et une légende locale, celle des Dames de la Roche.

### Histoire industrielle

#### L'aventure de l'industrie métallurgique
Le fer est très présent dans les sociétés alpines dès l'Antiquité. Le savoir-faire des Allobroges est remarquable, et leurs armes et outils sont réputés, mais l'absence de documents ne permet pas de savoir quand ni comment est exploité le fer avant l'an 1000. Tout au plus peut-on supposer que des exploitations ponctuelles de minerai de faible profondeur existaient : un ancien hameau appelé Rafour est attesté dans la forêt de la Périasse, au nord-est d'Allevard, un site particulièrement riche en minerai de surface ; et il n'est pas impossible qu'il soit à l'origine du terme générique rafour (nom donné aux bas-fourneaux ou fours à griller le minerai).

##### Au Moyen Âge
La métallurgie du fer est implantée dans la région au moins depuis le XIe siècle : deux actes du cartulaire de 1090 font mention d'un village in burgo ferrarias (La Ferrière). En 1170, les Chartreux fondent la Chartreuse de Saint Hugon et deviennent co-seigneurs d'Allevard. En 1315, le dauphin Jean II accorde aux habitants l'autorisation de construire des usines sur le Bréda et le Bens. 
L'exploitation minière fait travailler de nombreux corps de métier : les charbonniers, qui fabriquent le charbon de bois, les mineurs, qui sont aussi paysans, et les transporteurs. Le minerai de très grande qualité, de la sidérite, une fois « grillé » dans les rafours à proximité des fosses, est descendu ensuite à dos de mules vers l'atelier d'exploitation de Sailles (le martinet à fer), puis les produits finis (outils, marmites, fers pour cercler les roues, serrures) sont acheminés à dos de mules, par les abruptes et dangereuses gorges du Fay jusqu'au port de Goncelin, et de là, vers le sud de la France. Mais les grandes épidémies de peste noire du XIVe siècle qui tuent la moitié de la population sonnent le déclin de cette activité.

##### De la Renaissance auXVIIesiècle
À la fin du XVIe siècle, toute la région commence à se couvrir de hauts-fourneaux « à la bergamasque ». À partir de 1606, on en construit cinq, dont un à Sailles. La présence des torrents permet d'installer des souffleries hydrauliques, indispensables pour obtenir de hautes températures et un métal de grande qualité, et des martinets plus importants pour la transformation en la qualité d'acier dont ont besoin les ateliers de taillanderie et de coutellerie. L'armée (épées, mousquets, canons) et la marine royale sont aussi très demandeuses.

##### AuXVIIIesiècle
En 1732 un fourneau est construit à Sailles par Benoît de Vignon, portant ombrage à partir de 1742 à la puissante famille des Barral, propriétaire du fourneau d'Allevard et de nombreuses forêts, qui en obtint, après beaucoup d'actions procédurières, la concession en 1757, et le laissa tomber en ruine. Le « ruisseau du Salin » permet, sauf en été quand le débit est trop bas, d'activer moulins et martinets.

##### AuXIXesiècle

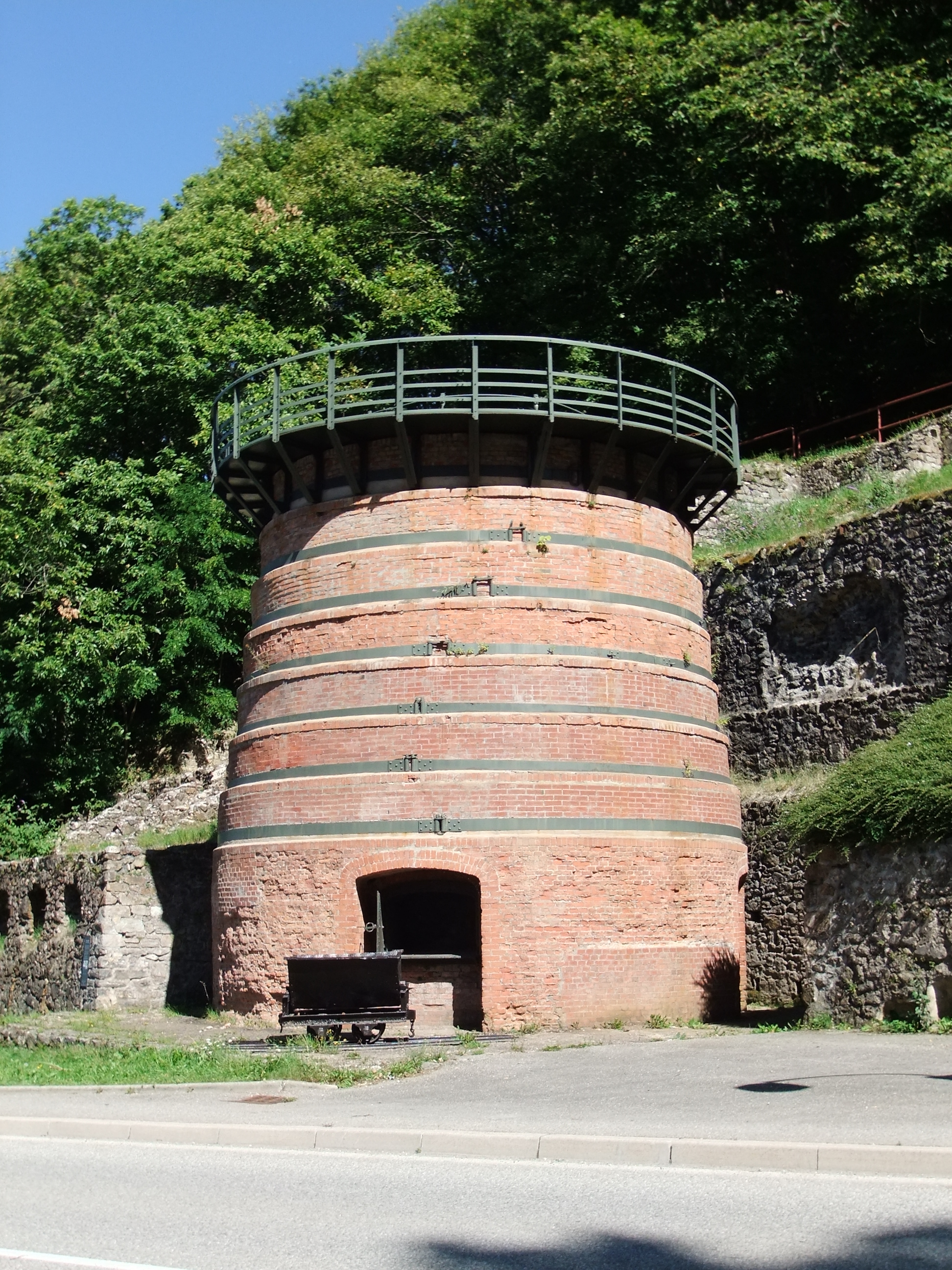
Le four à griller de Champ-Sappey. Au premier plan une benne (ou berline) de transport du minerai.

En 1817 les forges Barral en déclin sont rachetées par André-Benoît Champel, puis reprises par la banque Giroud et enfin, en 1842 par la société en commandite dirigée par Eugène Charrière, mais c'est la découverte en 1858 du riche filon de La Taillat qui lance l'activité à l'échelle industrielle sur Saint-Pierre d'Allevard.
Les mines de La Taillat
À partir de 1874 (après la perte de la Lorraine) et jusqu'en 1899 la société Schneider du Creusot exploite avec excès La Taillat, utilisant à partir de 1885 le minerai comme moyen de pression sur les concurrents locaux incapables de s'équiper - faute de pouvoir investir - en convertisseurs pour traiter le minerai lorrain. Le minerai, « criblé » et « grillé » au pied de la montagne, à Champ-Sappey, est acheminé par un chemin de fer construit exprès, en partie (20 %) vers les forges d'Allevard mais surtout vers la gare du Cheylas où il est transféré dans des wagons du PLM, pour rejoindre les usines du Creusot.
D'ailleurs, un vrai conflit industriel oppose rapidement la société Schneider et les forges d'Allevard, dirigées par le petit-fils d'Eugène Charrière, Charles Pinat. En 1875 par exemple, les forges ne reçoivent que 1 250 tonnes de minerai au lieu des 10 000 prévues et promises par Le Creusot. Comme l'écrit Pierre Léon, « les conditions [imposées par Schneider] mettaient Allevard en état d'infériorité par rapport au Creusot et, entre 1874 et 1899, la pression de son puissant voisin ne cessera d'affecter l'existence d'Allevard. Au fond, [les] Schneider avait acheté les mines pour s'assurer d'un véritable monopole en excluant tous les rivaux. La présence des forges d'Allevard était contraire à leurs vues et ils  comptaient bien amener celles-ci à capituler ou à disparaître ». Allevard a cependant la ressource de pouvoir s'équiper d'un four Hoffmann pour pouvoir traiter le minerai acheté en Algérie.
Le conflit, « véritable lutte du pot de terre contre le pot de fer », selon l'expression de Lambert-Dansette dure jusqu'en 1898. Mais Schneider commence à se désengager dès que l'invention du procédé Thomas et celle du procédé Martin-Siemens permettent d'utiliser la minette lorraine, bien plus accessible. Et grâce à l'énergie de Charles Pinat, « à la personnalité attachante », selon Pierre Léon,, le conflit se termine au mieux l'année suivante pour le groupe d'Allevard bientôt repreneur des installations de Saint-Pierre (1899). L'extraction  ne servant plus qu'aux forges d'Allevard, les six énormes fours chauffés à la houille de près de 14 mètres sont remplacés par des fours au coke plus petits, dont un exemplaire, construit en 1905, a été sauvegardé.
L'activité extractrice sur le site de La Taillat se poursuivra jusqu'en 1922. 
Les responsables des mines de La Taillat et de Croix-Reculet de l'époque Schneider ont accordé une importance particulière à la sécurité des ouvriers. Les rapports des procès-verbaux de visite réalisés dans les années 1885-1890 par l'ingénieur des mines, Henry Kuss, parlent de « mines exemplaires en France ». Une seule remarque quelque peu négative : « il importe de tenir la main à l'observation rigoureuse du règlement pour l'usage de l'explosif et notamment de veiller à ce que les ouvriers ne fassent jamais dégeler les cartouches à feu nu. ».
En 1885, dans un texte sur les mines de fer de la Taillat, Henry Kuss explique très précisément les modes d'exploitation et, surtout, la calcination - mot préféré à « grillage » - dans les fours géants de Champ-Sappey, grâce auxquels la Société Schneider peut obtenir des rendements Fer et Manganèse de l'ordre de 45 % -contre 25 % pour les anciens fours à griller. 
Les aciers spéciaux
La première usine d'aciers spéciaux est construite à Saint-Pierre en 1874. Les aciers mangano-siliceux (MS) produits permettent la construction d'une usine de ressorts pour voitures (à chevaux, puis automobiles et wagons) à Sailles.

##### AuXXesiècle
Depuis la fin du XIXe siècle, les ateliers de Champ-Sappey sont mus et éclairés au moyen de turbines Girard, alimentées par l'eau d'une conduite forcée sur un dénivelé de 400 m de haut, issue de la source Saint-Henri. L'électricité est fournie aussi à  250 lampes privées à Saint-Pierre.
La guerre de 1914-1918 fait remonter la production. C'est à cette époque que sont construites au-dessus de Champ-Sappey les cités ouvrières devant héberger les ouvriers français et étrangers, les prisonniers de guerre et les ouvriers kabyles travaillant pour les Forges d'Allevard, dont ne restent que les cités Marne et Verdun. 
La mine cesse d'être exploitée en 1922. Mais les centrales électriques construites sur le Bréda permettent de remplacer les hauts fourneaux par des fours à ferro-alliages et pour le traitement thermique des aimants. Les forges d'Allevard créent à Saint-Pierre l'usine de Champ Sappey où se fait la finition des aimants forgés (1902), et celle du Cheylas, attirant une main-d'œuvre cosmopolite : Italiens et Espagnols, surtout, ces derniers fuyant le régime franquiste. En 1957 est ouvert un atelier de fabrication de céramiques ferromagnétiques. En 1962 Ugine transfère de Grenoble à Saint-Pierre la fabrication des aimants et crée la société Allevard-Ugine. La production d'UGIMAG débute en 1967.
Le déclin de l'industrie métallurgique commence dans les années 1970 à Sailles, avec la disparition de l'usine de ressorts Mollaret. L'usine UGIMAG passe dans le giron de Pechiney en 1980. En 1999 démarre l'activité d'assemblage, en 2001 est créé Euromag. La production d'aimants et d'électroaimants se poursuit à partir de 2010 dans deux unités distinctes : Steelmag, pour les aimants et ferrites d'assemblage et Euromag pour les aimants souples et les systèmes équipés d'aimants.

#### Autres activités industrielles
L'exploitation du bois pour le boisage des galeries de mines et le grillage du minerai avant l'utilisation du charbon, ainsi que pour la charpente et enfin la papeterie, explique la présence de scieries, six au XIXe siècle.
À cette époque, et jusque dans les années 1940, la ganterie employait une main d'œuvre féminine importante, travaillant souvent à domicile. Une usine de tissage de soie, appartenant à la Société des tresses et Lacets de Saint-Chamond, les emploie ensuite (le bâtiment est racheté en 1954 et transformé en Salle des fêtes en 1958).
L'aménagement hydro-électrique Arc-Isère et la construction de la STEP du Cheylas entraînent la création du bassin du Flumet, mis en eau en 1978, qui noie la zone marécageuse du Flumet, située entre Saint-Pierre et Allevard.

## Politique et administration

### Liste des maires
| Période | Période          | Identité | Étiquette | Qualité               |
| ------- | ---------------- | --- | --------- | --------------------- |
| 1789    |                  | Jacques Dutrait |           | Élu pour 2 ans        |
| 1796    | 1800             | municipalité cantonale d'Allevard : Antoine Perruchon (an II - an IV) Joachim Dutrait (an IV - an V) Nicolas Dutrait-Mouton (an V - an VIII) |           |                       |
| 1800    | 1815             | Nicolas Billaz-Marquis | nommé     | Marchand              |
| 1815    | 1817             | Etienne Dutrait-Desayes | nommé     |                       |
| 1817    | 1825             | Nicolas Billaz | nommé     | Marchand              |
| 1825    | 1833             | François Dutrait-Desayes | nommé     |                       |
| 1833    | 1835             | François Billaz-Marquis | nommé     |                       |
| 1835    | 1838             | Nicolas Billaz | nommé     |                       |
| 1838    | 1840             | François Dutrait-Desayes | nommé     |                       |
| 1840    | 1843             | Pierre Biboud | nommé     |                       |
| 1843    | 1857             | Etienne Gautier-Mouton | nommé     |                       |
| 1857    | 1865             | Alexandre-Rémi Martin Morel | nommé     |                       |
| 1865    | 1883             | Gabriel-Gustave Dutrait |           | notaire               |
| 1883    | 1896             | Etienne Dupeloux |           |                       |
| 1896    | 1907             | Pierre Bellin-Choulet |           | Boulanger             |
| 1907    | 1915             | Seraphin Paturel |           | Propriétaire          |
| 1915    | 1935             | Joseph David | Radical   | Cultivateur           |
| 1935    | 1944             | Gustave Jacquemet |           | Scieur                |
| 1944    | 1972             | Marcel Coquand | SFIO      | Ouvrier métallurgiste |
| 1972    | 1977             | Adrien Janet |           |                       |
| 1977    | 1983             | Camille Benoit |           | Directeur d'école     |
| 1983    | 2008             | Jean Jacques Billaz | PS        | Agent des Finances    |
| 2008    | 2014             | Jean Lombard | PS        | Professeur retraité   |
| 2014    | 31 décembre 2015 | Jean Louis Maret | PS        | pharmacien            |

### Jumelages
Saint-Pierre n'est jumelé avec aucune ville, mais a signé une convention de coopération décentralisée regroupant cinq « communes du Nord » (Pontcharra, La Rochette, Saint-Maximin, Le Cheylas, Saint-Pierre) et cinq « communes du Sud » (Dembella, Bliendio, Benkadi, Tella, du Mali).

### Environnement
En raison de ses efforts pour la qualité de son environnement nocturne, la commune a été labellisée « Village deux étoiles 2015 ». Le label est décerné par l'Association nationale pour la protection du ciel et de l'environnement nocturnes (ANPCEN) et compte 5 échelons. Un panneau, disposé aux entrées du village, indique cette distinction.

## Population et société
Ses habitants sont appelés les Saint-Pierrains.

### Démographie
L'évolution du nombre d'habitants est connue à travers les recensements de la population effectués dans la commune depuis 1793. À partir du 1er janvier 2009, les populations légales des communes sont publiées annuellement dans le cadre d'un recensement qui repose désormais sur une collecte d'information annuelle, concernant successivement tous les territoires communaux au cours d'une période de cinq ans. 
Pour les communes de moins de 10 000 habitants, une enquête de recensement portant sur toute la population est réalisée tous les cinq ans, les populations légales des années intermédiaires étant quant à elles estimées par interpolation ou extrapolation. Pour la commune, le premier recensement exhaustif entrant dans le cadre du nouveau dispositif a été réalisé en 2008,.
En 2013, la commune comptait 2 887 habitants, en évolution de +4,22 % par rapport à 2008 (Isère : +3,89 %, France hors Mayotte : +2,49 %).
| 1793  | 1800  | 1806  | 1821  | 1831  | 1836  | 1841  | 1846  | 1851  |
| ----- | ----- | ----- | ----- | ----- | ----- | ----- | ----- | ----- |
| 1 587 | 1 654 | 1 782 | 1 926 | 2 027 | 2 003 | 1 964 | 2 010 | 2 027 |

| 1856  | 1861  | 1866  | 1872  | 1876  | 1881  | 1886  | 1891  | 1896  |
| ----- | ----- | ----- | ----- | ----- | ----- | ----- | ----- | ----- |
| 1 924 | 1 995 | 1 966 | 1 975 | 2 004 | 2 211 | 2 074 | 1 961 | 1 827 |

| 1901  | 1906  | 1911  | 1921  | 1926  | 1931  | 1936  | 1946  | 1954  |
| ----- | ----- | ----- | ----- | ----- | ----- | ----- | ----- | ----- |
| 1 690 | 1 600 | 1 516 | 1 561 | 1 572 | 1 624 | 1 531 | 1 506 | 1 565 |

| 1962  | 1968  | 1975  | 1982  | 1990  | 1999  | 2008  | 2013  | - |
| ----- | ----- | ----- | ----- | ----- | ----- | ----- | ----- | - |
| 1 784 | 2 152 | 2 147 | 2 016 | 2 185 | 2 282 | 2 770 | 2 887 | - |

Le dénombrement de 1800 — réalisé le 26 prairial de l'an VIII — fait état de 311 familles, réparties pour 1/3 dans le bourg et le reste dans une vingtaine de hameaux, dont 37 ont une veuve pour chef de famille. La population augmente régulièrement jusqu'en 1886, puis décroit sensiblement jusque dans les années 1950, avant de remonter régulièrement depuis, mais c'est la population du bourg qui croit fortement, inversant la proportion avec les hameaux.

### Manifestations
- Dernier samedi de mars : la Foire annuelle à la pivoine, qui perpétue le souvenir de l'ancienne foire aux bestiaux
- 1er mai, la « Fête des classes » (avec et à Allevard)
- Soirée conte, dans le cadre du Festival des Arts du récit en Isère[47] (en mai)
- Soirée « Veillée » dans le cadre Belledonne et Veillées[48]
- « Les mercredis de l'été » : visites guidées du marais de Sailles quatre mercredis en juillet et août.
- « Les vendredis de l'été » : six concerts ou spectacles, chacun dans un lieu différent de la commune.
- « La nuit des étoiles » : (pour la première fois les 7 et 8 août 2010).
- « Le Jour de la Nuit » : (depuis 2010) le 13 octobre en 2012[49]
- « Le tour des hameaux », tous les deux ans, le premier dimanche de septembre des années impaires, un trajet d'une quinzaine de kilomètres et 762 m de dénivelé (à flanc de « la montagne de Saint-Pierre » pour découvrir une partie des hameaux de la commune historique, accueilli par leurs habitants, avec deux nouveautés en 2021 pour intégrer l'autre commune historique de Crêts en Belledonne : une bifurcation possible au niveau de Montrenard en direction du lac des Fontaines et un parcours plus court (6,9 km) avec moins de dénivelé.
- Forum des associations, en général le premier samedi de septembre, les années paires (l'autre année à Allevard).
- Journées du Patrimoine, thématiques, autour du patrimoine historique et/ou industriel.
- Marché de Noël des producteurs et artistes locaux, un dimanche avant Noël.
- Concert de Noël, dans l'église, le samedi avant Noël.

## Vie économique

### Emplois industriels et commerciaux
La commune a connu, dans le passé, un âge d'or industriel, et vivait au rythme d'UGIMAG, l'« usine », le principal réservoir d'emploi. Mais depuis 1987 l'activité décline, l'usine change de propriétaire, jusqu'au redressement judiciaire en avril 2008, et la reprise le 1er septembre 2008 par SEP qui maintient la production d'aimants, sous le nom STEELMAG et conserve 70 salariés.
Depuis 2005 existe Le Vallon de Sésame, une structure d'accueil pour autistes adultes (Sésame Autisme Dauphiné Savoie).
La zone d'activité de Champ Sappey regroupe l'usine et diverses entreprises, dont une imprimerie, les ateliers municipaux, et une petite zone commerciale où se sont regroupées diverses professions de santé.

### Agriculture

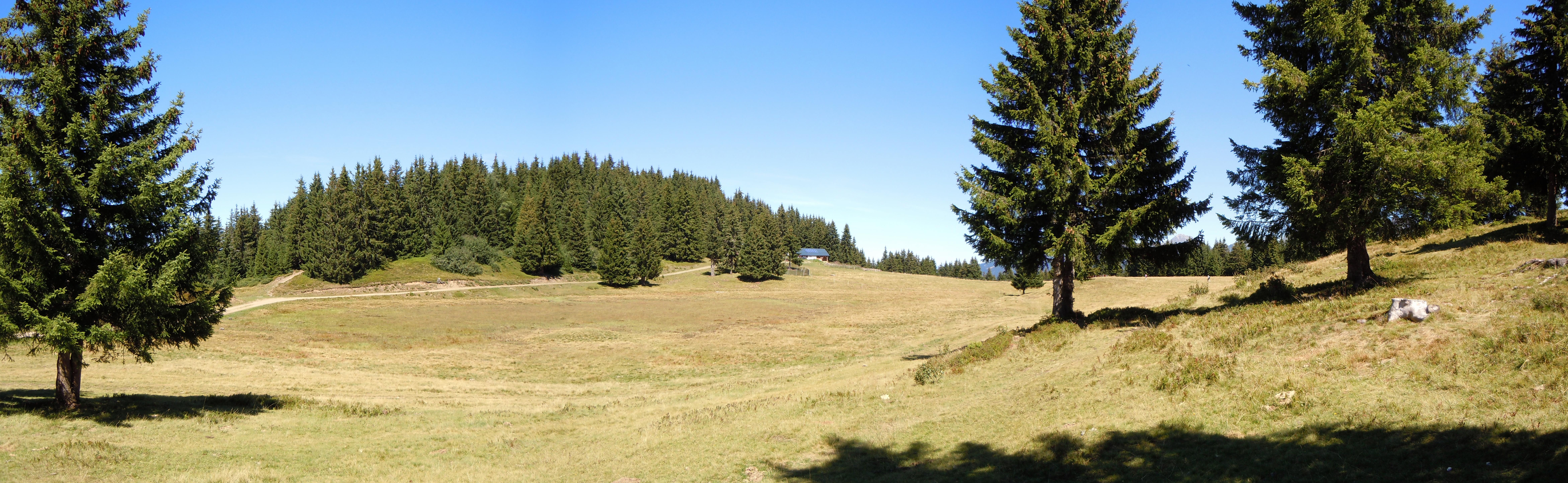
Prairie d'altitude et refuge du Crêt du Poulet (1726 m).

Saint Pierre est, en superficie, la deuxième commune agricole de la chaîne de Belledonne, après Theys. L'agriculture locale est une agriculture de montagne, tournée essentiellement vers l'élevage pour la production de viande (race charolaise) et de fromage (tomme). Depuis 1980, les alpages, qui avaient été peu à peu abandonnés à la fin du XIXe siècle ont progressivement été restaurés, et les génisses remontent tous les étés aux estives du Crêt du Poulet. Un des soucis actuels est le maintien des exploitations face à la pression immobilière et la gestion des zones menacées d'abandon. Outre l'élevage, on exploite des noyers sur les terres les plus basses (moins de 600 m). Mais les vignes qui tapissaient encore les flancs de Brame-Farine au début du XXe siècle ont entièrement disparu et la forêt a gagné sur les prés de fauche et les pâturages.

### Forêts
Forêts privées et forêt domaniale couvrent une surface importante de « la montagne de Saint-Pierre » (le Grand Plan). Le morcellement des parcelles privées et la topographie en rendent l'exploitation relativement difficile. Mais, à la suite du Grenelle de l'environnement notamment, la filière bois bénéficie d'un regain d'intérêt grâce à l'exploitation du bois énergie, sous forme de buches, plaquettes, granulés.

### Sports

#### Sports de neige
- Le ski club du Barioz, qui existe depuis 1927, gère le Stade de neige du Grand Plan avec deux pistes et deux téléskis, ce qui permet aux enfants des écoles de s'initier au ski.
- Un foyer de ski de fond, pistes de ski nordique et de raquettes (Espace nordique du Barioz)

#### Autres activités

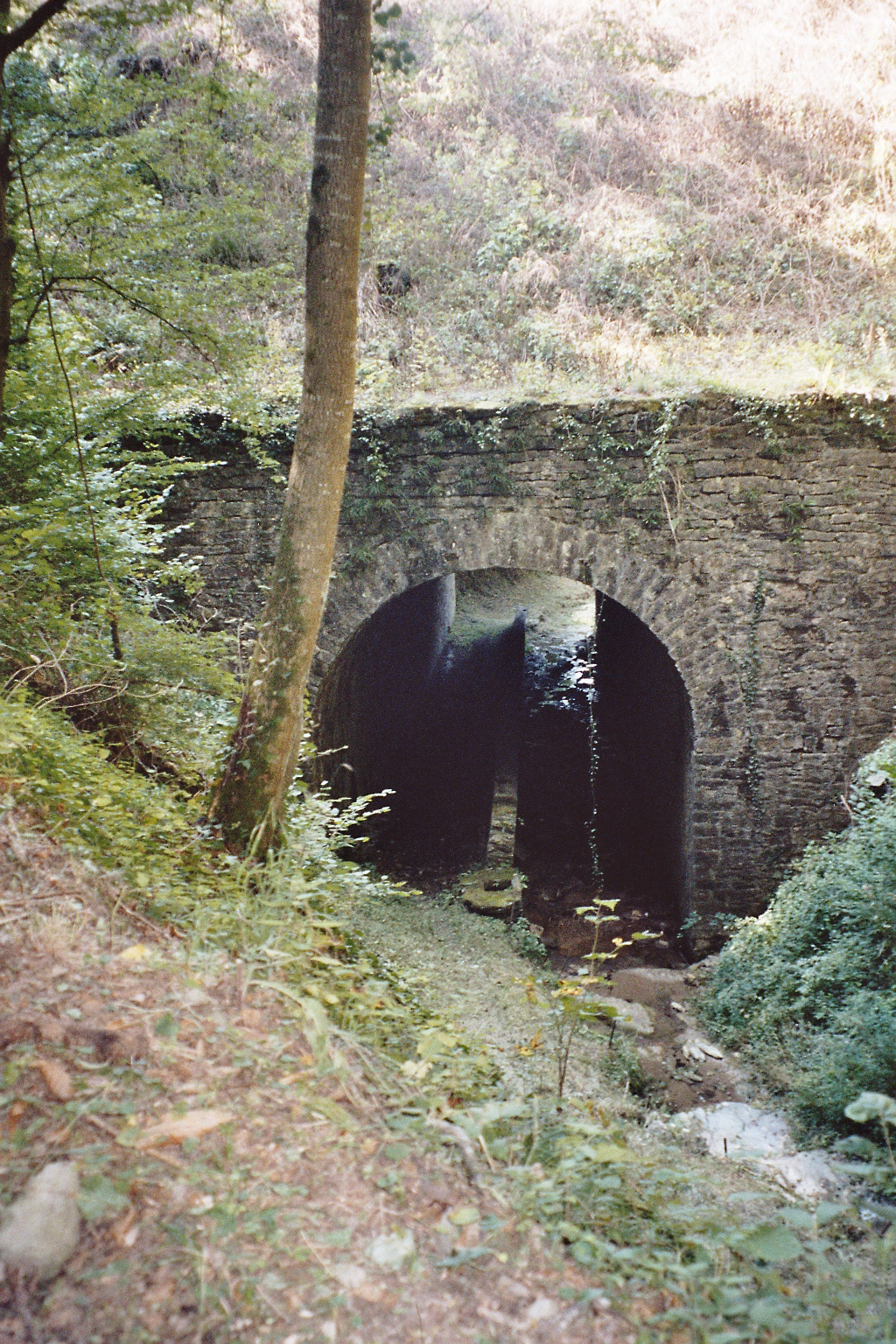
Vestige du chemin de fer industriel d'Allevard au Cheylas : le grand remblai du Catus.

- Stade (pelouse artificielle depuis 2018)
- Tennis
- Boulodrome couvert (boule lyonnaise) inauguré en 1979
- Salle de sport/salle des Fêtes
- Sur l'ancien site industriel de Champ Sappey :
  - Sentier découverte arboretum : (circuit n°6 des « Chemins du fer en Belledonne »)[52]
  - Espace Chantelouise (jeux d'eau, en été)
  - Parc aventure Banzaï Aventure (parcours d'accro-branche)
- Ancienne voie du « Tacot », un tronçon accessible d'environ deux kilomètres de part et d'autre du remblai du Catus, ruisseau qui faisait frontière entre les communes de Saint-Pierre et de Morêtel-de-Mailles avant leur fusion en 2016.
- Sentiers balisés de randonnées (pédestres, en VTT, en raquettes en hiver) et Tour du Pays d'Allevard

## Culture et patrimoine

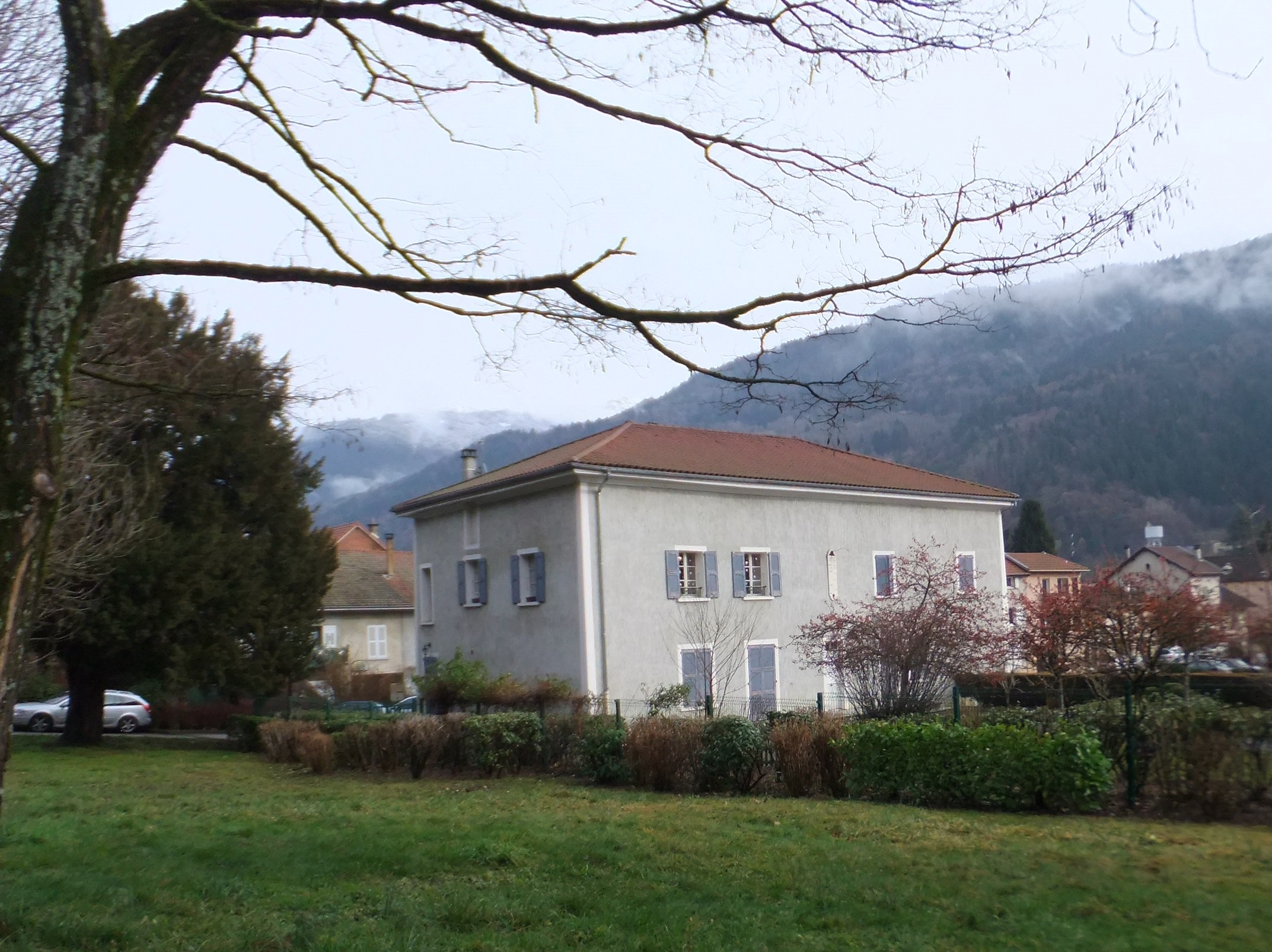
« Mon Exil» côté parc.

### Patrimoine culturel
- Médiathèque (membre du réseau intercommunal des bibliothèques du Grésivaudan[53]), place de la mairie.

Elle est installée dans une ancienne maison bourgeoise, Le Grand Pré, acquise par la municipalité, qui était plus anciennement un couvent.
- Maison des associations et parc « Mon Exil » :

La date de construction de cette maison bourgeoise, agrémentée d'un parc (le domaine de la Marguiron) est inconnue. Mais en 1800, selon le Dénombrement de la population de la Commune de St Pierre d'Allevard, département de l'Isère, An VIII, elle est habitée par Joaquin Dutrait (1754-1839), notaire à Saint-Pierre entre 1779 et 1816, marié en 1780, qui y réside avec sa famille et ses domestiques (onze personnes). 
Vendue en 1879 à la Société Schneider par les héritiers de l'avocat Paul-Joseph Dutrait-Morges (célibataire), elle est cédée à la société Pinat (les Forges d'Allevard) en 1899. Inoccupée en 1902, elle est rachetée par un exilé polonais, le comte Rodolphe-Joseph de Glinka, qui lui donne le nom de « Mon Exil ». Il la revend en 1916 aux Forges d'Allevard qui l'utilisent, jusqu'à la fin des années 1960, comme résidence pour leurs dirigeants successifs. La commune a acquis en 1975 ce qui restait du parc et en 1978 le bâtiment, devenu depuis la Maison des Associations. Le parc a été réhabilité en jardin public en 2003.
La ferme qui dépendait initialement de la propriété fait face à la maison bourgeoise, désormais séparée d'elle par une petite rue.

### Patrimoine religieux
Clocher du XIe siècle

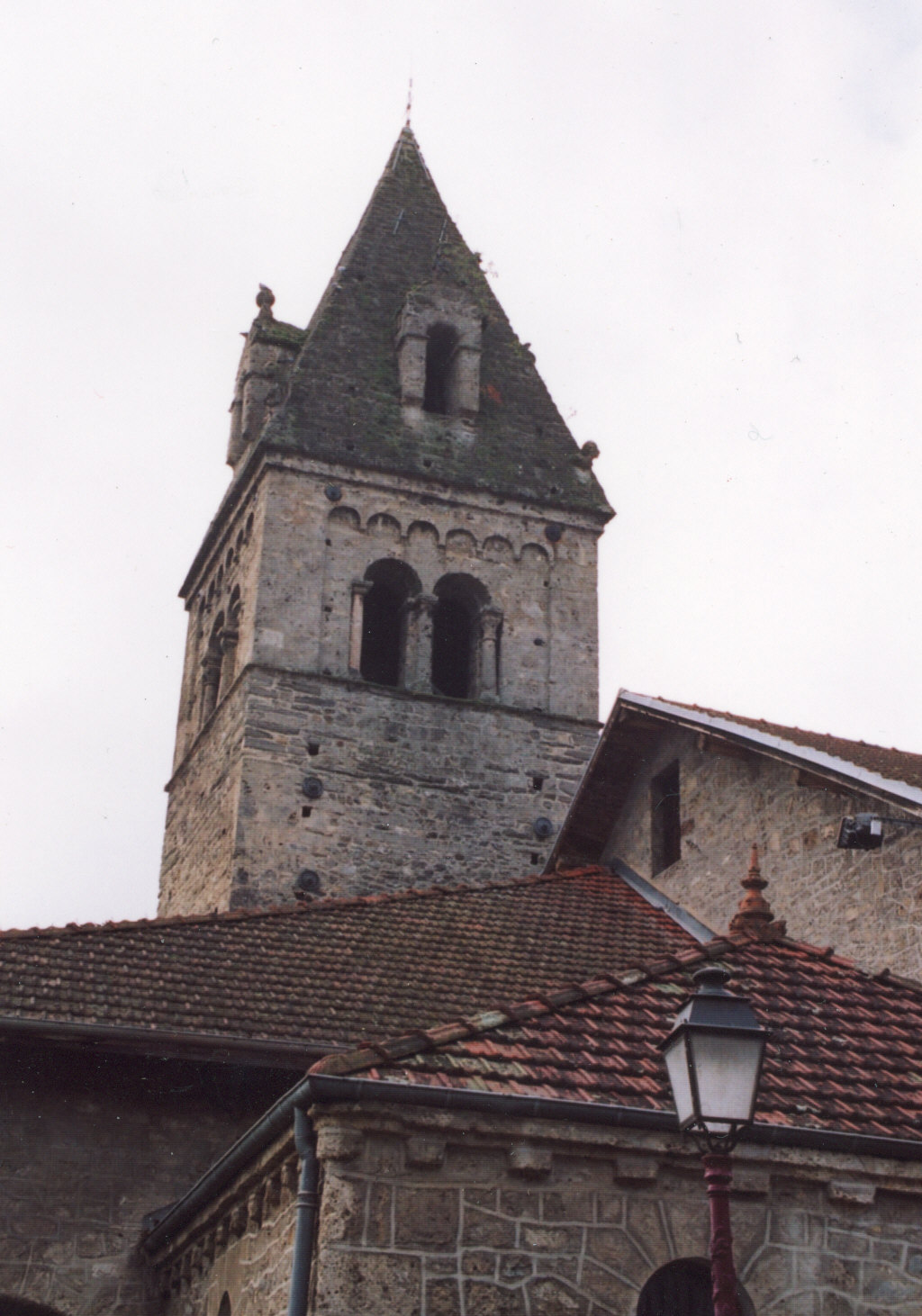
Le clocher roman.

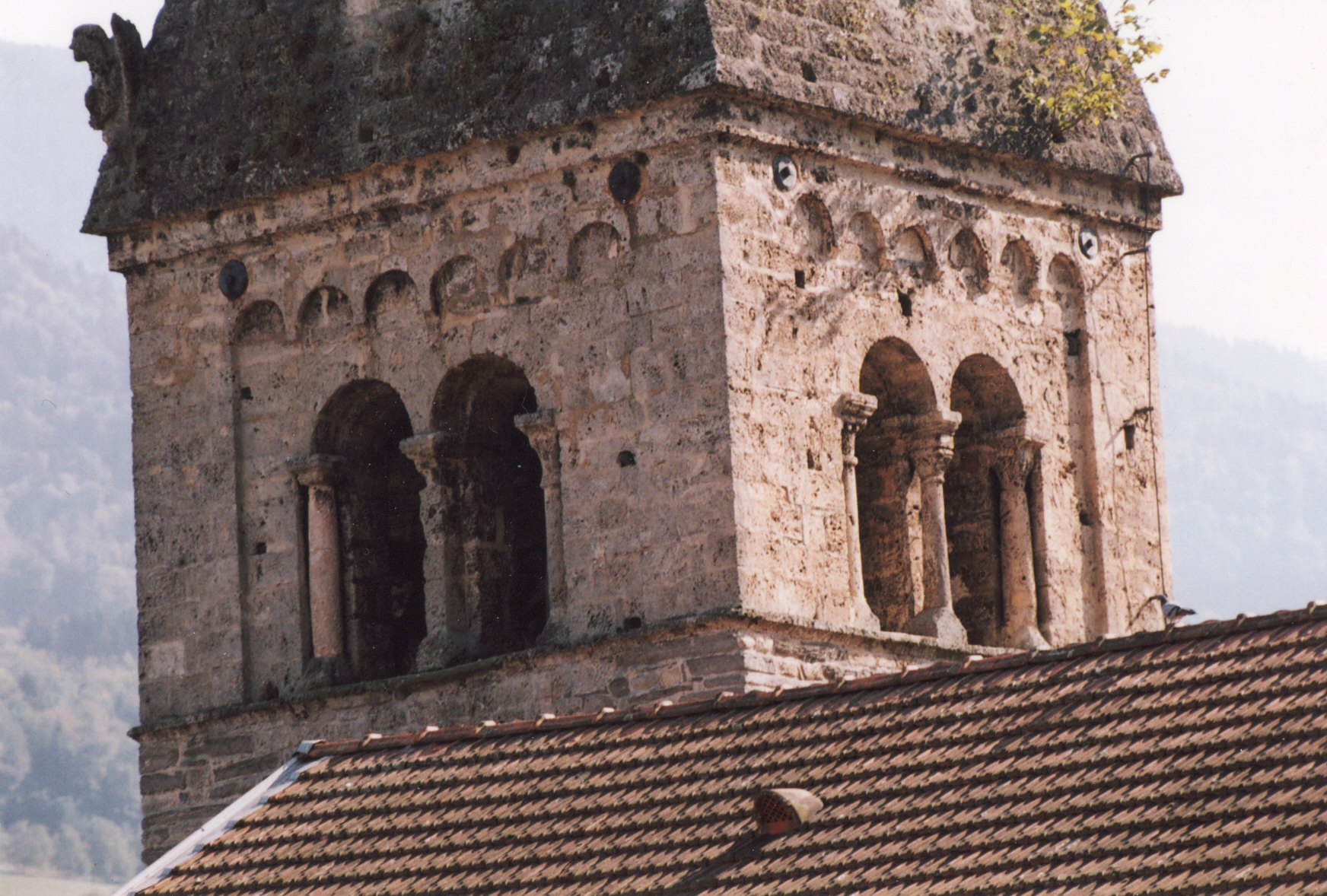
Les faces nord et ouest du clocher.

L'église Saint-Pierre est le vestige d'un prieuré bénédictin dépendant de l'Abbaye de Cluny,, fondé à la suite d'une donation faite en 1057 par la famille Ainard, de Domène, à l'origine aussi du prieuré de Domène et des familles apparentées, comme les Arvillars de la Bâtie. Il s'étendait jusqu'à l'actuelle place de la mairie, où une voûte de pierre s'appelle encore « Porte du pape ». En effet, en 1107, le pape Pascal II, revenant de Châlons-sur-Marne, fait étape au prieuré et en profite pour signer, le 2 août, une « bulle » mettant fin au conflit qui oppose l'archevêque de Vienne, Gui de Bourgogne (le futur pape Calixte II) et l'évêque de Grenoble, Hugues de Châteauneuf.
Le clocher appartient à une famille monumentale de clochers que l'on retrouve dans quelques autres localités du département, dont Sassenage, Saint-Paul-de-Varces, Sainte Marie de Notre-Dame-de-Mésage, Saint-Georges-de-Commiers. Il est composé d'une haute souche aveugle qui monte jusqu'à hauteur du faîte de la toiture de la nef. Au-dessus s'élève l'étage ajouré qui abrite les trois cloches. Chaque face s'orne d'une corniche d'arcatures sextuples de style lombard surmontant une baie géminée. Sur la baie de la face nord on remarque une colonnette qui est un fragment gallo-romain en réemploi. La flèche date probablement du XVIIe siècle.
Le clocher de l'église Saint-Pierre fait l'objet d'un classement au titre des monuments historiques par arrêté du 20 juillet 1908.

### Patrimoine civil
Tour d'Aquin, ou maison forte d'Aquin, des XIIIe et XIVe siècles

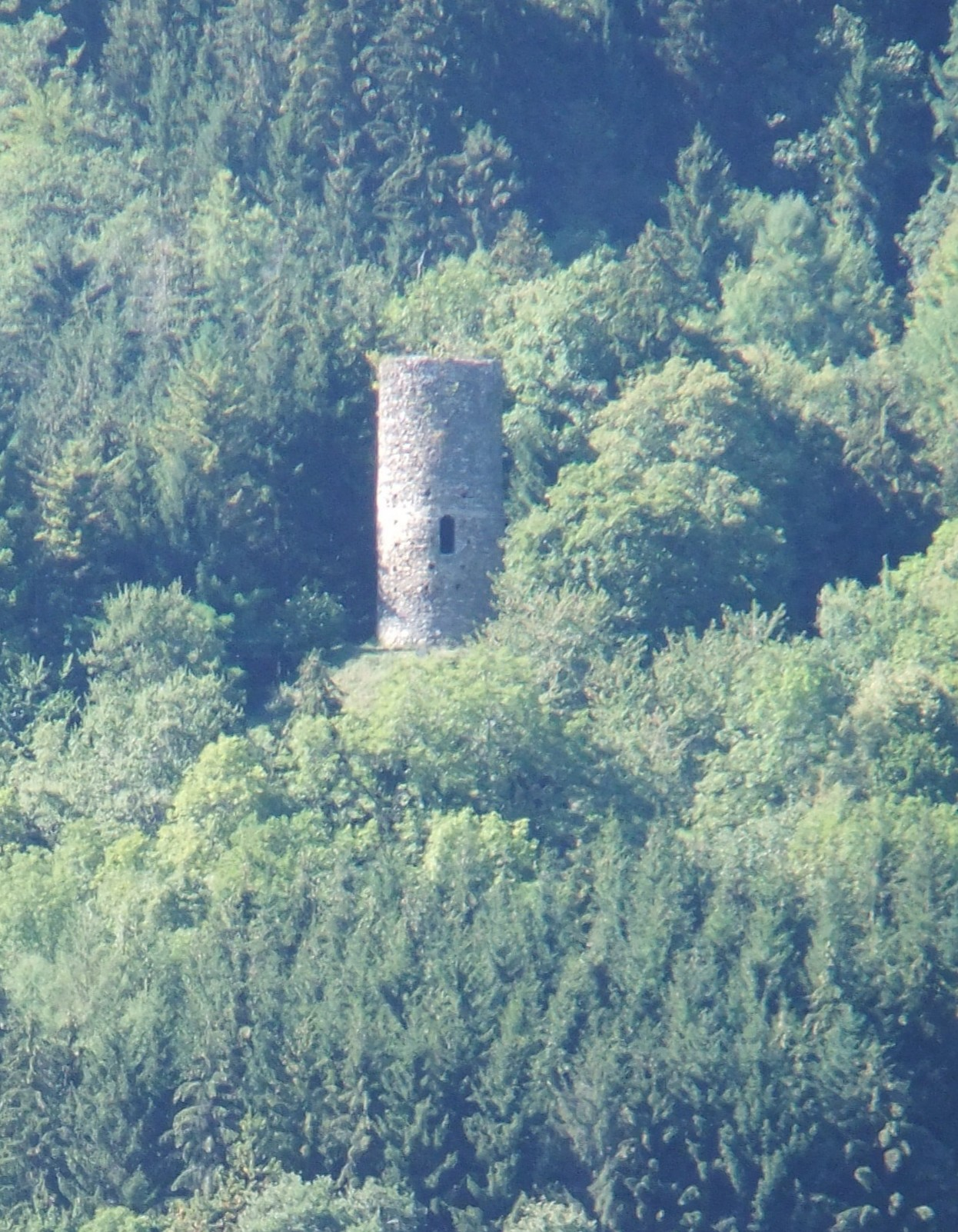
La tour d'Aquin, sur sa butte cernée par la forêt.

La présence de ce bâtiment, dernier vestige féodal sur le territoire communal, est attestée en 1339, lorsque le dauphin Humbert II fait procéder à l'inventaire de ses biens.
Doté de puissants murs de deux mètres d'épaisseur, cet édifice de petite dimension conserve quatre niveaux avec une porte au premier étage et une fenêtre au troisième. Les murs sont percés de nombreux trous de boulin destinés à porter les échafaudages lors de la construction. Peu habitable, la Tour de la maison forte d'Acquin était probablement un réduit défensif en même temps qu'elle attestait de la noblesse et la puissance de son possesseur installé soit dans le logis accolé soit dans des bâtiments en contrebas. Son possesseur Hugues d'Acquin est mentionné dans la liste des nobles du mandement d'Allevard.
Autres lieux
Bien des constructions anciennes ont totalement disparu, ne laissant qu'un nom sur le cadastre :
- La famille de Saint-Pierre, sous la protection des comtes de Savoie et puis des Dauphins, possédait un château médiéval aux environs des lieux-dits « La Pia » et « Chapeau » (À l'est du bourg, au dessus de Champ-Sapey). Le château fut abandonné à la fin du XIIIe siècle ou au début du siècle suivant[55].
- Une motte castrale a laissé son nom au lieu-dit « Châtelard » (sur la pente nord du Saint Genis)[55].
- Au hameau de la Roche se trouvait autrefois la forteresse de Saint-Pierre, appelée aussi château de la Bastide ou de la Bâtie[55].
- Deux maisons fortes disparues sont celle de Sailles, probablement située à Sailles-le-Haut, et celle de la Tour (sur Brame-Farine)[55].

Cependant, la vaste demeure située à l'emplacement où les Vignon de Sailles se sont installés au début du XVIIe siècle, bénéficiant de l'ascension sociale de leur parente Marie Vignon,  est toujours appelée « le Château »

### Patrimoine industriel
Four à griller de Champ Sappey
Construit en 1905 par les Forges d'Allevard et restauré au printemps 1997, le four à griller le minerai est le dernier vestige du riche passé industriel de la fin du XIXe et du début du XXe siècle, et un des rares qui existent encore en France. Il est situé à l'emplacement de l'important site de la société Schneider, le Champ Sappey, qui en a comporté jusqu'à six entre 1893 et 1899. Il est labellisé Patrimoine en Isère.
Au dessus du four, ont été dégagés les vestiges de la maçonnerie du dernier des plans inclinés successifs qui amenaient le minerai de fer depuis les mines de la Taillat.
Sites miniers
La montagne est parsemée de vestiges de sites anciens - le fer est exploité depuis le Moyen Âge : le Lac des Tavernes, la Croix Recullet, ainsi que la Cité Vaugraine où logeaient les mineurs qui exploitaient La Taillat. Un four à griller du début du XIXe siècle a été restauré à Combe Bachat.
Chemin de fer des forges d'Allevard
La voie, mise en service en 1879 et fermée en 1968, partait des forges d'Allevard dans la vallée du Bréda et allait jusqu'au Cheylas. Le minerai amené des mines de La Taillat était « grillé » dans les fours de Champ-Sappey et chargé sur les wagons qui, par un tracé en corniche contournant la montagne de Brame-Farine, arrivaient à la gare de Marabet où un plan incliné les descendait dans la vallée de l'Isère, vers la gare de transbordement du Cheylas. Les superstructures ont été démantelées en 1969, mais subsistent les maisons des garde-barrières et un certain nombre d'ouvrages d'art : murs de soutènement, ponts (liés aux chemins vicinaux que la voie coupe) et le grand remblai pour franchir le ruisseau du Catus.

### Patrimoine naturel

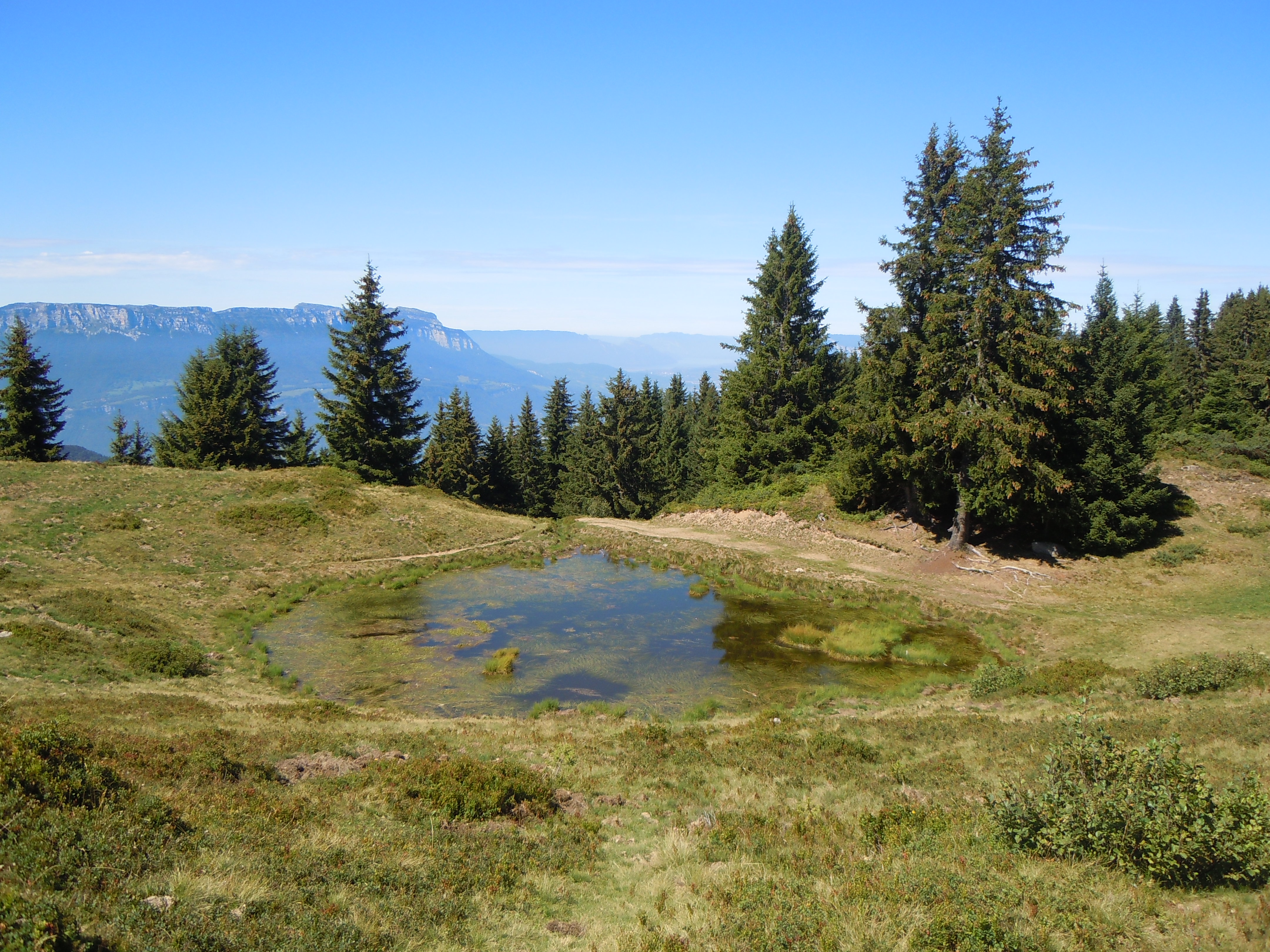
La Tourbière du Crêt Luisard.

Le territoire de la commune compte de nombreuses zones naturelles protégées classées ZNIEFF de type I :
- Marais de Sailles[63], reliquat des marais qui couvraient anciennement le fond de la vallée, et seul restant de trois zones humides, dont celle du Flumet, maintenant bassin EDF ;
- Pelouse de Planchamp ;
- Tourbières des Sept-Laux et du Crêt Luisard ;
- Lac des Tavernes.

### Personnalités liées à la commune
- Benoit de Vignon, Seigneur de Barnoux et de Sailles, petit-neveu de Marie Vignon, marquise de Treffort, seconde épouse du duc de Lesdiguières. Les Vignon de Sailles sont surtout connus pour leurs démêlés judiciaires avec les puissants Barral d'Allevard[26], et plus particulièrement Jean-Baptiste Barral dont l'épouse était cousine de Mme de Pompadour et qui réussit à faire ériger en baronnie la seigneurie de la Roche dont il était propriétaire, et se faire octroyer les terres d'Allevard (appartenant à la couronne), multipliant impôts et vexations contre les Saint-Pierrains[64].
- Claude-Mathias de Barral, (1761-1789) docteur en théologie, frère de Jean-Baptiste de Barral et oncle de Paulin de Barral (un des modèles présumés du Valmont des  Liaisons dangereuses), fut prieur commendataire[Note 13] du prieuré de Saint-Pierre d'Allevard et évêque de Troyes. C'était, écrit Taine, « un prélat fastueux qui possédait la plus belle batterie de cuisine du royaume »[65]. En 1780 il obtient l'autorisation, pour payer ses nombreuses dettes, de vendre en « matériaux de construction » le château d'Allevard et les bâtiments conventuels du prieuré qui tombaient en ruine[66].
- François Auguste Davallet (9 février 1836-23 mars 1909), bien que né à Saint-Pierre, est plutôt un personnage célèbre d'Allevard. Banquier dans cette ville, il en est élu maire en 1878, lui « l'étranger de Saint-Pierre-d'Allevard[67] ». Il y amène l'éclairage public et l'eau potable en 1897. Sa maison (le château Mâhl) est l'actuel Casino d'Allevard, et la rue qui le longe porte son nom depuis 1911[68].
- Jean-Pierre Raffin-Dugens (3 décembre 1861-23 mars 1946), fils de cultivateurs, instituteur, élu député en 1910, réélu en 1914, socialiste (SFIO) et pacifiste, qui a refusé de voter les crédits militaires[69].
- Mgr Léon Gromier (20 mai 1879 - 19 avril 1965), prélat qui fit toute sa carrière ecclésiastique à Rome. Fils aîné de Georges Gromier, ingénieur chez Schneider, il a vécu dans les années 1890 à Saint-Pierre-d'Allevard, où son père dirigeait les établissements de Champ Sappey.
- Marcel Coquand, né en 1901 à la Motte d'Aveillans, résistant sous le nom de « César », est élu maire en 1944 et reconduit en 1947, 1953, 1959, 1965, 1971. Il meurt subitement le 6 mars 1972. Pendant ses mandats successifs sont accomplis de grands travaux (routes pour desservir les hameaux, adductions d'eau, électrification, construction des écoles, de la poste, de logements HLM).
- L'écrivain Pierre Magnan (1922-2012) raconte, dans la préface[70] accompagnant la réédition en 1998 de son premier roman, L'Aube insolite, comment Thyde Monnier l'a emmené, pour échapper au STO, se réfugier à Saint-Pierre-d'Allevard où il est resté de l'été 1943 à l'automne 1944, y écrivant ce premier roman, nourri de ses rencontres avec les habitants, les juifs réfugiés, les résistants.
- Julien Loy, né le 1er février 1976, champion du monde de triathlon longue distance en 2007 et 2008, dont la maison familiale est au lieu-dit Le Mas.
- Nans Thomassey, réalisateur, avec Guillaume Mouton et Charlène Gravel, de l'émission Nus et culottés est originaire du hameau de Montgoutoux.